# ۱۲۵۳ (قمری)
۱۲۵۳ (قمری)، هزار و دویست و پنجاه و سومین سال در گاهشماری هجری قمری است. اول محرم این سال برابر با هفتم آوریل سال ۱۸۳۷ میلادی است.

## وابسته
- کاغذ اخبار
- خوارزم